# 宝泉岭管理局高级中学
47°25′17″N 130°32′15″E / 47.42129°N 130.53762°E
宝泉岭管理局高级中学，又称宝泉岭局直中学，全称黑龙江省农垦宝泉岭管理局高级中学，位于中华人民共和国黑龙江省鹤岗市萝北县共青路与善阳街交汇处，是黑龙江省的一所高级中学。

## 沿革
1981年，宝泉岭高级中学建立，隶属于宝泉岭管理局，占地面积15万平方米，建筑面积5.5万平方米。1997年，晋升为黑龙江省重点中学。2004年，被评为省示范性普通高中。